# Радченко, Владимир Иванович (судья)
Влади́мир Ива́нович Ра́дченко (1 октября 1941, с. Исса, Пензенская область, СССР — 22 января 2025) — советский и российский юрист. Кандидат юридических наук, доцент. Заслуженный юрист РСФСР.
Руководитель центра Института законодательства и сравнительного правоведения при Правительстве Российской Федерации (с 2008 года).
Первый заместитель председателя председателя Верховного Суда РСФСР/Российской Федерации (1989—2007), председатель Брянского областного суда (1982—1985).

## Биография
В 1959—1961 годах — рабочий Навлинского райпромкомбината местной промышленности Брянской области.
В 1965 году окончил Саратовский юридический институт имени Д. И. Курского.
В 1965—1967 годах — следователь прокуратуры Кемского, затем Суоярвского района Карельской АССР. В 1967—1972 годах — прокурор Кемского района Карельской АССР. В 1972—1974 годах — заместитель прокурора, прокурор Ленинского района города Петрозаводска.
В 1974—1977 годах — инструктор отдела административных органов Карельского областного комитета КПСС. В 1985—1989 годах — инструктор Отдела административных органов ЦК КПСС. В 1989 году — консультант Государственно-правового отдела ЦК КПСС.
В 1977—1980 годах — заведующий юридической консультацией Брянского района.
В 1980—1982 годах — председатель Володарского районного народного суда города Брянск. В 1982—1985 годах — председатель Брянского областного суда. В 1989—2007 годах — первый заместитель председателя Верховного Суда РСФСР и Верховного Суда Российской Федерации.
В 1999 году защитил диссертацию на соискание учёной степени кандидата юридических наук по теме «Судебная реформа в Российской Федерации: некоторые теоретические и практические проблемы» (специальности 12.00.02 — «конституционное право; муниципальное право» и 12.00.11 — «судебная власть, прокурорский надзор, организация правоохранительной деятельности»).
С 2008 года — руководитель центра Института законодательства и сравнительного правоведения при Правительстве Российской Федерации.
Профессор Московской государственной юридической академии им. О. Е. Кутафина и Российской правовой академии Министерства юстиции РФ.
Принимал участие в работе Конституционного совещания Российской Федерации по разработке Конституции РФ, а также разработке Уголовно-процессуальный кодекс Российской Федерации и законопроектов, регулирующих судебную деятельность и статус судей.
Скончался 22 января 2025 года в возрасте 83 лет.

## Награды
- Орден Почёта (4 октября 2001) — за заслуги в укреплении законности и правопорядка, активную законотворческую деятельность и многолетнюю добросовестную работу[5]
- Заслуженный юрист РСФСР[6]
- Почётная грамота Президента Российской Федерации[6]
- Медаль Анатолия Кони (Минюст России)[6]
- Медаль «За заслуги перед судебной системой Российской Федерации» I степени (Минюст России)[6]

## Научные труды
- Зеленцов А. Б., Радченко В. И. Административная юстиция в России (История и современность) : Учеб. пособие для судей / Рос. акад. правосудия. — М., 2002. — 119 с. ISBN 5-93916-007-7
- О судебной системе Российской Федерации : Федер. конституц. закон / С крат. коммент. В. И. Радченко. — М.: НОРМА, 2002. — 40 с. ISBN 5-89123-637-0
- О статусе судей в Российской Федерации : Закон Рос. Федерации / С кратким коммент. В. И. Радченко. — М.: НОРМА : НОРМА-ИНФРА-М, 2002. — 56 с. ISBN 5-89123-638-9 (НОРМА)
- Комментарий к Гражданскому процессуальному кодексу Российской Федерации : [Введ. в действие с 1 февр. 2003 г. / Абушенко Д. Б. и др.]; Под общ. ред. и со вступ. ст. В. И. Радченко. — М. : Норма, 2003. — 737 с. (Комментарии «Нормы»). ISBN 5-89123-759-8
- СССР. Верховный Суд. Сборник действующих постановлений Пленумов Верховных Судов СССР, РСФСР и Российской Федерации по уголовным делам : С коммент. и пояснениями / [Сост. и авт. коммент.: Михлин А. С. и др.]; Отв. ред. В. И. Радченко; Науч. ред. А. С. Михлин. — М.: Мир, 2004. — 719 с. (Серия «Судебная практика»). ISBN 5-85639-266-3 : 5000 экз.
- Уголовно-процессуальный кодекс Российской Федерации (официальный текст в последней редакции) : постатейн. науч.-практ. комментарий коллектива ученых правоведов под рук. первого зам. председателя Верховного Суда РФ, заслуж. юриста РФ В. И. Радченко, проф. В. П. Кашепова и А. С. Михлина. — М.: Библиотечка «Рос. газ.», 2004. — 672 с. (Кодекс Российской Федерации).
- Уголовно-процессуальное право : учеб. для курсантов и слушателей вузов РФ по спец. 021100 «Юрисруденция» / Л. К. Айвар и др.; отв. ред. В. И. Радченко. — М. : Юристъ, 2005. — 471 с. (Institutiones). ISBN 5-7975-0784-6
- Постатейный комментарий к Уголовно-процессуальному кодексу РФ : (в ред. Федер. законов от 29.05.2002 г. № 58-ФЗ; от 24.07.2002 г. № 98-ФЗ; от 24.07.2002 г. № 86-ФЗ; от 4.07.2003 г. № 92-ФЗ; от 4.07.2003 г. № 94-ФЗ; от 7.07.2003 г. № 111-ФЗ; от 8.12.2003 г. № 161-ФЗ; с изм., внес. постановлением Конституц. Суда РФ от 8.12.2003 г. № 18-П) / под общ. ред. В. И. Радченко. — М.: Равновесие : Юстицинформ, 2005. — Электрон. опт. диск (CD) : цв. (Электронная книга).
- Уголовное право : Общая часть. Особенная часть : учебник / [под. общ. ред. В. И. Радченко ]. — М. : Равновесие : Юстицинформ, 2005. — 1 электрон. опт. диск : зв., цв. (Электронная книга).
- Уголовный процесс : учебник для вузов : по специальности «Юриспруденция» / [Айвар Л. К. и др.]; под общ. ред. В. И. Радченко. — Изд. 2-е, перераб. и доп. — М.: Юстицинформ, 2006. — 783 с. ISBN 5-7205-0697-7, 2000 экз.
- Уголовный процесс : учебник для вузов / под ред. В. И. Радченко. — М.: ИД «Равновесие», 2006. — 1 электрон. опт. диск (CD-ROM) : цв. ил. (Электронное издание).
- Комментарий к Гражданскому процессуальному кодексу Российской Федерации / под общ. ред. В. И. Радченко. — 2-е изд., перераб. и доп. — М.: Норма, 2006. — 927 с. (Комментарии «Нормы»). ISBN 5-89123-985-X
- Комментарий к Федеральному конституционному закону «О судебной системе Российской Федерации» / Верхов. Суд Рос. Федерации, Ин-т законодательства и сравнит. правоведения при Правительстве Рос. Федерации; [Бойков О. В.]; Отв. ред. В. И. Радченко. — 2. изд., перераб. и доп. — М. : НОРМА, 2003. — 480 с. (Комментарии «Нормы»). ISBN 5-89123-745-8 : 6000 экз.
- Комментарий к Уголовному кодексу Российской Федерации / [Беляев А. Е. и др.]; отв. ред. В. И. Радченко; науч. ред. А. С. Михлин. — СПб.: Питер, 2008. — 780 с.; 24 см + CD-ROM. (Официальные комментарии российского законодательства / Верховный суд Российской Федерации). ISBN 978-5-91180-500-5
- Комментарий к Уголовному кодексу Российской Федерации / [Верин, В. П. и др.]; отв. ред. В. И. Радченко; науч.ред. А. С. Михлин. — М.: Проспект, 2008. — 699 с. ISBN 978-5-482-02043-2
- Реформирование уголовно-исполнительной системы: теоретический проект / [В. И. Радченко и др.]; под общ. ред. А. А. Реймера ; Федеральная служба исполн. наказаний, Акад. права и упр., Науч.-исслед. ин-т. — М.; Рязань : Акад. ФСИН России, 2009. — 72 с. ISBN 978-5-7743-0315-1

## Публицистика
- Радченко В. И. Хорошо сидим. Почти четверть мужского населения уже прошла тюремные университеты // Российская газета — Федеральный выпуск № 0 (4741). 02.09.2008.